# 12752 Kvarnis
12752 Kvarnis è un asteroide della fascia principale. Scoperto nel 1993, presenta un'orbita caratterizzata da un semiasse maggiore pari a 2,4310840 UA e da un'eccentricità di 0,1245651, inclinata di 3,28593° rispetto all'eclittica.